# Acartauchenius leprieuri
Acartauchenius leprieuri är en spindelart som först beskrevs av O. Pickard-Cambridge 1875.  Acartauchenius leprieuri ingår i släktet Acartauchenius och familjen täckvävarspindlar.
Artens utbredningsområde är Algeriet. Inga underarter finns listade i Catalogue of Life.